# Банк держав Центральної Африки
Банк держав Центральної Африки (фр. Banque des États de l'Afrique Centrale, BEAC) — центральний банк, що обслуговує шість держав Центральної Африки, що входять до складу Економічного й валютного співтовариства країн Центральної Африки: Габон, Камерун, Республіка Конго, Центральноафриканська Республіка, Чад, Екваторіальна Гвінея.

## Функції
Центральний банк має такі основні функції:
- здійснення емісії центральноафриканських франків, що перебувають в обігу в усіх країнах-учасницях Співтовариства;
- здійснення монетарної політики у Співтоваристві;
- забезпечення стабільності банківської та фінансової систем;
- сприяння розвитку платіжних систем та здійснення нагляду за ними;
- управління офіційними валютними резервами держав-членів Співтовариства.